# Črnomorski biosferni rezervat
Črnomorski biosferni rezervat (ukrajinsko Чорноморський біосферний заповідник, latinizirano: Čornomorskij biosfernij zapovidnik) je strogi naravni rezervat – »zapovednik«, ki obsega ozemlje ob severni obali Črnega morja v Hersonski in Mikolajivski oblasti na jugu Ukrajine, približno 45 km jugozahodno od mesta Herson.
Rezervat je bil vzpostavljen leta 1927 za zaščito priobalnih suhih step in peščenih aren, plitvin in slanih močvirij, ki služijo kot pomembno gnezdišče in prezimovališče ptic. S približno 100.000 hektarji površin je eden največjih ukrajinskih naravnih rezervatov. Obsega kopna območja polotoka Jagorlik kut, več kot 20 nizkih peščenih otokov in Jagorliško ter Tendrivsko koso, ki zapirata istoimenska zaliva, poleg tega pa še morske plitvine znotraj njih.
Rezervat deluje pod upravo Nacionalne akademije znanosti Ukrajine. Oba zaliva znotraj rezervata sta razglašena za Ramsarski mokrišči, celoten rezervat pa je tudi del omrežja rezervatov Unescovega programa Človek in biosfera.
Ob začetku ruske invazije na Ukrajino je območje zasedla ruska vojska, od takrat je nedostopno. S satelitskih posnetkov je možno razbrati občutno okoljsko škodo invazije zaradi razlitij nafte in požarov. Že pred invazijo je bilo občasno v rabi za vojaško vadišče, zaradi česar so ukrajinsko vojsko kritizirale okoljevarstvene organizacije.

## Rastlinstvo in živalstvo
Na območju rezervata je bilo zabeleženih približno 3500 vrst kopenskih živali in 700 vrst višjih rastlin, od tega več kot polovica zaščitenih po Bernski konvenciji. Po pomembnosti izstopajo endemične vrste. Tu živijo pomembne populacije vrst, kot so labod pevec in kričava čigra, endemično slepo kuže vrste Spalax arenarius in kobilica žagarica.